# 東郷村 (福岡県)
東郷村（とうごうむら、旧字体：東鄕村）は、福岡県企救郡にかつて存在した村。現在の北九州市門司区の一部。

## 沿革

### 東郷村の成立
東郷村は、1889年（明治22年）、町村制が施行されるとともに、企救郡大積郷の白野江村、大積村、黒川村、喜多久村、伊川郷の柄杓田村の5村が合併して成立した。当時の戸数は520戸、人口は2973人とされる。企救半島の東側で、周防灘に面する。旧小倉藩領に属し、廃藩置県後は日田県、小倉県を経て1876年（明治9年）以降は福岡県に属していた。
| 合併前の村名 | 明治22年当時の人口 | 現在の地域                                                   |
| ------------ | ------------------ | ------------------------------------------------------------ |
| 白野江村     | 836                | 門司区白野江1-4丁目、白野江                                  |
| 大積村       | 362                | 門司区大積                                                   |
| 黒川村       | 337                | 門司区黒川西1-3丁目、黒川、春日町、高砂町、丸山4丁目、丸山町 |
| 喜多久村     | 207                | 門司区喜多久                                                 |
| 柄杓田村     | 1,231              | 門司区柄杓田町、柄杓田                                       |

地勢は山がちで、耕地では果樹栽培などが行われ、海沿いは海産物が豊かで、石灰石・珪石も産出した。

### 交通網の整備
東郷村の西側（関門海峡側）では、門司町が鉄道敷設や築港を機に発展し、1899年（明治32年）に門司市となった。東郷村は、県道で門司市と結ばれていたが、途中の桜峠が険しく、往来は困難であった。1914年（大正3年）、ここに難工事の末に初代桜トンネルが開通し、東郷村民の利便性は飛躍的に向上した。1922年（大正11年）には、黒川と柄杓田の間に初代椿トンネルも開通し、門司市の桟橋通から、柄杓田へ、さらに松ヶ江村の恒見方面へ自動車や馬車で容易に通行できるようになった。
1923年（大正12年）には、門司市と大里町が合併した。

### 門司市との合併

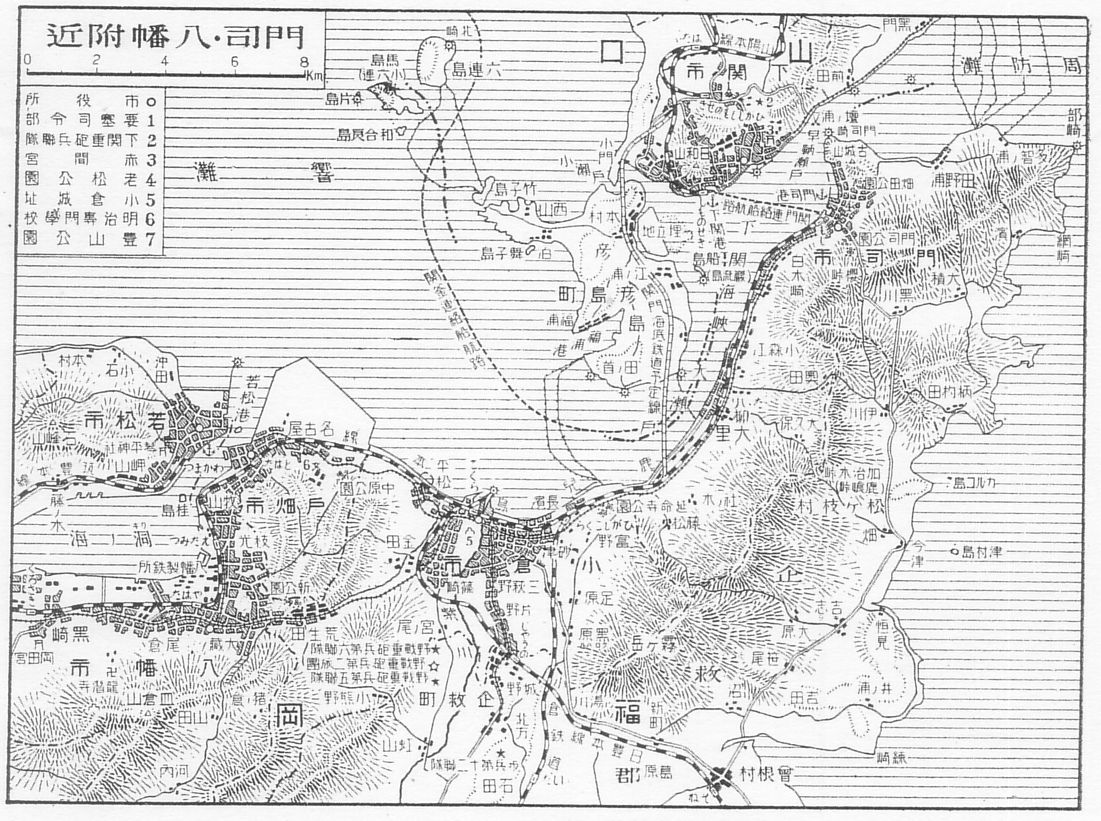
1930年頃の門司周辺地図。門司市は大里町と東郷村を合併しており、周防灘側の企救郡松ヶ江村はまだ独立している。

1927年（昭和2年）7月5日、東郷村会は、「市村合併ニ関スル交渉委員設置規程」を議決し、村会議員11名と各区からの代表1名ずつ、合計16名の委員を任命した。同年11月29日、門司市は、東郷村に村勢の調査を依頼し、1928年（昭和3年）10月、「門司市東郷村合併ニ関スル概要調書」をまとめ、門司市会に提出した。同年11月19日、門司市会で「東郷村合併調査委員設置規程」が制定され、任命された委員が東郷村の実地調査を行った。以後、市村長・合併委員の協議を経て、1929年（昭和4年）9月4日、合併に関する協定が結ばれた。同月9日、馬場一衛門司市長が、東郷村を門司市に編入する旨の議案を市会に提出し、満場一致で可決された。その提案理由は、次のようなものであった。
同年10月31日、大積尋常小学校（後の大積小学校）で解散式が行われ、同年11月1日、東郷村は門司市に合併した。